# Columbus, Kansas
Columbus är administrativ huvudort i Cherokee County i Kansas. Orten har fått sitt namn efter Columbus, Ohio. Enligt 2020 års folkräkning hade Columbus 2 929 invånare.